# Ateliers Simon
Pour les articles homonymes, voir Simon.
La famille Simon est une dynastie d’artistes et de maîtres-verriers exerçant à Reims depuis 1640.

## La dynastie des maîtres-verriers, les Simon
La dynastie de maîtres-verriers s'est établie à Reims au XVIIe siècle. Le membre fondateur est Pierre Simon.

### Personnalités
- Pierre Simon (1614- ?)
  - Christophe Simon (1638- ?)
    - François Simon (1619-1756)
      - Nicolas Simon ((1708-1745)
        - Pierre Simon (1720-1805)
          - François de Paule Simon (1755-1832)
            - François Simon (1789-1858)
              - Jean-Pierre Simon (1813-1875)
                - Paul Simon (1853-1917)
                  - Jacques Simon (1890-1974) 
                    - Brigitte Simon (1926-2009) et son époux Charles Marq
                      - Benoît et Stéphanie Marq

.

### Vitraux réalisés par les ateliers Simons

#### classement par date
- en 1957, cinq verrières pour la cathédrale de Metz créés par Jacques Villon,
- en 1974 : trois vitraux dans la cathédrale de Reims: l'arbre de Jessé, les deux Testaments et les grandes heures de Reims, créés par Marc Chagall,
- en 2011 : six vitraux, créés par Imi Knoebel, pour la cathédrale de Reims,
- en 2013 : 21 vitraux, créés par Jean-Paul Agosti-Facchetti pour la chapelle Saint-Joseph de Reims,
- en 2022 : deux vitraux pour l’église Saint-Hilaire à Givet créés par Catherine Roch de Hillerin,

#### classement par lieu
- Tournus : abbaye Saint-Philibert[2].
- Savigny-sur-Ardres : église Saint-Martin[3].
- Vitry-le-François : Collégiale Notre-Dame de Vitry-le-François.